# Dyspteris curvilinearia
Dyspteris curvilinearia là một loài bướm đêm trong họ Geometridae.